# 551e Volksgrenadierdivisie
De 551e Grenadierdivisie / 551e Volksgrenadierdivisie (Duits: 551. Grenadier-Division / 551. Volksgrenadier-Division) was een Duitse infanteriedivisie tijdens de Tweede Wereldoorlog. 

## Geschiedenis
De divisie werd opgericht als zogenaamde Sperrdivisie op 11 juli 1944 op Oefenterrein Thorn door Wehrkreis XX als onderdeel van de 29. Welle. 

## 551e Grenadierdivisie
Vrijwel direct na haar oprichting kwam de divisie in actie aan het oostfront in Litouwen. Vanaf 24 augustus 1944 kwam de divisie in actie rond Kuršėnai en werd daarmee ingezet in Operatie Doppelkopf. Na afloop van deze operatie bleef de divisie op ongeveer dezelfde plaats tot 5 oktober. Op dat moment lanceerden de Sovjets hun Memeloffensief. Op 9 oktober 1944 werd de divisie omgedoopt in 551e Volksgrenadierdivisie.

## 551e Volksgrenadierdivisie
De divisie werd meteen ook op dezelfde stand gebracht als de divisies van de 32. Welle. Tot het eind van de maand werd de divisie teruggedrukt en kwam achter de Memel terecht. In oktober/november 1944 werd de staf van de divisie ingezet op de Kurische Nehrung en een regiment bij Schillfelde aan het front. Vanaf eind november lag de divisie bij Tilsit. Hier kwam het front tot rust tot begin 1945. Op 13 januari 1945 barstte het Sovjet Oost-Pruisenoffensief los. De divisie moest vrijwel meteen terugtrekken langs het Kurisches Haff, noordelijk langs Koningsbergen langs Samland. Daar kon de divisie standhouden en nam van begin februari tot begin april 1945 stelling aan de noordelijke sector van dit front in Samland. Op 13 april 1945 zetten de Sovjets uiteindelijk hun Samlandoffensief in. De divisie trok terug richting Pillau, maar werd grotendeels vernietigd in deze gevechten. Slechts resten werden overgezet naar de Frische Nehrung.
De resten van de 549e Volksgrenadierdivisie werden op 24 april 1945 op de Frische Nehrung opgenomen in de 28e Jägerdivisie.

## Bovenliggende bevelslagen
| Legerkorps         | Leger                   | Legergroep            | Plaats/regio    | Begin            | Eind               |
| ------------------ | ----------------------- | --------------------- | --------------- | ---------------- | ------------------ |
| 40e Pantserkorps   | 3. Panzerarmee          | Heeresgruppe Mitte    | Kuršėnai        | 22 augustus 1944 | begin oktober 1944 |
| direct onder bevel | 3. Panzerarmee          | Heeresgruppe Mitte    | Tilsit          | oktober 1944     | november 1944      |
| 40e Pantserkorps   | 3. Panzerarmee          | Heeresgruppe Mitte    | Tilsit          | november 1944    | november 1944      |
| 9e Legerkorps      | 3. Panzerarmee          | Heeresgruppe Mitte    | Tilsit, Samland | november 1944    | 8 februari 1945    |
|                    | Armee-Abteilung Samland | Heeresgruppe Nord     | Samland         | 8 februari 1945  | 2 april 1945       |
| 28e Legerkorps     | 2. Armee                | Heeresgruppe Weichsel | Samland         | 2 april 1945     | 7 april 1945       |
| 28e Legerkorps     | Armee Ostpreußen        | Heeresgruppe Weichsel | Samland         | 7 april 1945     | 24 april 1945      |

## Commandanten
| Rang                                                                         | Naam              | Begin        | Eind          |
| ---------------------------------------------------------------------------- | ----------------- | ------------ | ------------- |
| Oberst vanaf 1 oktober 1944 Generalmajor vanaf 20 april 1945 Generalleutnant | Siegfried Verhein | 15 juli 1944 | 24 april 1945 |

Oberst Verhein werd van 2 tot 12 september 1944 tijdelijk vervangen door Oberst Schmidt

## Samenstelling
- Grenadier-Regiment 1113
- Grenadier-Regiment 1114
- Grenadier-Regiment 1115
- Artillerie-Regiment 1551
- Divisie-eenheden 1551, deels ook 551